# آرثر لاشانس
آرثر لاشانس هو سياسي كندي، ولد في 22 يونيو 1868 في مدينة كيبك في كندا، وتوفي في 1 مارس 1945. نشط حزبياً في الحزب الليبرالي الكندي. وقد انتخب عضو مجلس العموم الكندي.